# 亚历杭德罗·利普舒茨科学研究所
亚历杭德罗·利普舒茨科学研究所（西班牙語：Instituto de Ciencias Alejandro Lipschutz，缩写为ICAL）是智利的一个智库，隶属智利共产党。该组织成立于1983年12月19 日。该组织得名于俄裔智利科学家和医生亚历杭德罗·利普舒茨命名，他在1969年获得智利国家科学奖。该组织的总部位于圣地亚哥。该组织是拉丁美洲社会科学委员会的成员。
该组织遵循马克思主义和左翼的政治、哲学和意识形态，并以“致力于用自主多元的方式团结左翼和有批判性思维的知识分子”为目标。